# Suraras do Tapajós
Suraras do Tapajós é um grupo musical brasileiro de carimbó, composto por mulheres indígenas Tapajós. Criado em 2018 em Alter do Chão, distrito de Santarém (Pará), no Pará, é considerado o primeiro grupo de mulheres indígenas do gênero. Surgiu dentro da Associação de Mulheres Indígenas Suraras Do Tapajós, coletivo que faz luta em defesa do meio ambiente pelos direitos das mulheres dentro do território indígena.
Suas canções são cantadas em português e em nheengatu, língua indígena falada no Baixo Tapajós. O nome "Suraras" é nheengatu e significa "guerreira".
Em 2021, lançaram seu primeiro álbum, kirībasáwa Yúri Yí-tá – A Força Que Vem Das Águas, viabilizado através da Lei Aldir Blanc. Participaram do Boi Caprichoso em 2023. Se apresentaram na edição de 2024 do Rock in Rio, no palco Global Village, aonde fizeram uma fala política forte contra o Marco temporal das terras indígenas.

## Discografia

### Álbuns
- kirībasáwa Yúri Yí-tá – A Força Que Vem Das Águas (2021)

### Singles e EPs
- Da Nascente à Foz (2025)
- Coiab, Senūisáwa Yané Mirasá Supé (nheengatu; em português: "Chamado ao nosso povo") (2024)[12]
- Suraras da Beira do Rio (Donas do Próprio Destino) (2020)
- Suraras do Tapajós (2020)